# Skrzypce (film 1999)
Skrzypce (est. Viola) – estoński krótkometrażowy film animowany z 1999 roku w reżyserii Priita Tendera.

## Fabuła
Wypalony skrzypek wykonuje tragikomiczny numer w towarzystwie swojej tańczącej żony. W tym momencie swoje pierwsze kroki ku ludzkiej przyszłości robi jednoręki człowiek-krzesło.

## Nagrody
- 2000: Nagroda Specjalna Jury na Międzynarodowym Festiwalu Animacji w Hiroszimie (Japonia)
- 2000: Grand Prix na Festiwalu Animacji we Fredrikstad (Norwegia)
- 1999: Nominacja do nagrody filmowej roku "Neitsi Maali" przyznawanej przez Estońskie Stowarzyszenie Dziennikarzy Filmowych